# عشق (فیلم ۱۹۳۰)
عشق (به انگلیسی: Romance) فیلمی ۷۶ دقیقه‌ای به کارگردانی کلارنس براون با بازی گرتا گاربو است.